# Suzy Bogguss
Susan Kay Bogguss, detta Suzy (Aledo, 30 dicembre 1956), è una cantautrice statunitense.

## Carriera
Originaria dell'Illinois, ha iniziato la propria carriera alla fine degli anni '70. Negli anni '90 ha pubblicato diversi album di successo e ha ricevuto il premio dalla Academy of Country Music come "Top New Female Vocalist", nonché l'"Horizon Award" dalla Country Music Association.
Dopo un breve periodo di pausa nella prima metà degli anni '90, è ritornata ad incidere con minor fortuna dopo il matrimonio con il cantante Doug Crider.

## Discografia
Album studio
- 1981 - Suzy
- 1989 - Somewhere Between
- 1990 - Moment of Truth
- 1991 - Aces
- 1992 - Voices in the Wind
- 1993 - Something Up My Sleeve
- 1996 - Give Me Some Wheels
- 1998 - Nobody Love, Nobody Gets Hurt
- 1999 - Suzy Bogguss
- 2003 - Swing
- 2007 - Sweet Danger
- 2011 - American Folk Songbook
- 2014 - Lucky

Album collaborativi
- 1994 - Simpatico (con Chet Atkins)

Raccolte
- 1994 - Greatest Hits
- 2002 - 20 Greatest Hits

Album natalizi
- 2001 - Have Yourself a Merry Little Christmas
- 2010 - I'm Dreaming of a White Christmas

Live
- 2001 - Live at Caffè Milano